# ماديسون تشان
ماديسون تشان (بالإنجليزية: Madison Chan)‏ هي لاعبة جمباز بهلوانية ‏ أسترالية، ولدت في 26 أكتوبر 1997.